# 牛流行熱
牛流行熱（うしりゅうこうねつ、英:bovine ephemeral fever）とは、牛流行熱ウイルス感染を原因とする感染症。
日本の家畜伝染病予防法において届出伝染病に指定されており、かつての家畜伝染病予防法では流行性感冒として扱われていた。

## 宿主
牛、水牛、シカ、ウシカモシカが本ウイルスに感受性を示す。

## 病原
牛流行熱ウイルス（Bovine fever ephemerovirus）
Mononegavirales Rhabdoviridea Ephemerovirus
ssRNAとN,P,M,L,Gの5種類の構造蛋白から構成されている。
ヌカカをベクターとする。

## 分布・疫学
東アジアで最初に報告されて以降、アジアやアフリカ、オーストラリアなどの熱帯から亜熱帯地域や温帯地域で発生がみられる。ヌカカを介することから季節性があり主に夏から秋にかけて流行する。日本での北限は北緯38°あたり（新潟県や福島県以南）とされている。
日本では1988年に九州・沖縄の各県で372頭の発生があり、1989年には沖縄県で333頭の発生が報告された。1988年の発生以前は日本国内で生産されている牛には抗体は認められておらず、中国や韓国の発生に伴い本ウイルスを持ったベクターが渡り鳥などに付着して国内に入ってきたと考えられている。2001年には沖縄県の八重山地方で約1400頭の牛に発生が確認された。この発生直前には台湾で牛流行熱の発生があった。
ウイルスに罹った牛のうち約80％は不顕性感染であり、同居感染はしない。

## 症状
主に呼吸器症状を示すウイルス病である。
牛流行熱の特徴的な症状は3日～8日の潜伏期間を経て1日～2日続く高熱（40℃～42℃）である。致死率は1％以下である。感染初期は目立った症状は認められないが、一過性の発熱により泡沫性流涎や呼吸促迫を起こす。他にも食欲不振、心拍数の増加、白血球の減少、鼻鏡乾燥、流涙などの症状が現れる。四肢関節には浮腫や疼痛が起こり、起立不能や跛行を起こす。これらの症状は解熱とともに消失し予後は良好である。しかし感染時に重症化した場合、肺胞破裂や肺葉断裂により頸背部や胸前部あたりに間質性肺気腫（皮下気腫）が認められ患畜は窒息死することがある。乳用牛では乳量低下が起こる。
死亡牛における肉眼的病変は肺や上部気道、関節に限局している。死亡例の大半が急性肺気腫による窒息死であり、上部気道粘膜に充出血がみられる。また肺実質の肝変化、カタル性肺炎などが認められる。

## 診断・予防
発病初期の感染個体から採取した血液を用いてウイルス分離を行う。ヘパリンを加えた血液を血球と血漿に分離した後、PBSで洗浄した血球を凍結融解して接種材料とする。HmLu-1細胞、BHK-21細胞、Vero細胞に接種し37℃で2～3代継代培養をしてウイルス分離する。他にもマウス脳内に接種してウイルス分離を行うことができる。この時マウスは致死性脳炎を起こす。分離されたウイルスは中和テストにより同定する。遺伝子検出してRT-PCRによる遺伝子検査も有用である。
特異的な治療法はなく対症療法がおこなわれる。
予防には生ワクチンと不活化ワクチンの接種によるLK方式が有効である。日本では不活化ワクチンの他に、牛流行熱・イバラキ病混合不活化ワクチンやアカバネ病・牛流行熱・イバラキ病・チュウザン病四種混合不活化ワクチンが市販されている。